# Arrondissement de Orkadiere
L'arrondissement de Orkadiere est l'un des arrondissements du Sénégal. Il est situé dans le département de Kanel et la région de Matam, dans l'est du pays.
Il compte trois communautés rurales :
- Communauté rurale de Aouré
- Communauté rurale de Bokiladji
- Communauté rurale de Orkadiere

Son chef-lieu est Orkadiere.